# William Alwyn
William Alwyn Smith (7 de noviembre de 1905 - 11 de septiembre de 1985) fue un compositor, director de orquesta, y profesor de música inglés.

## Biografía
Alwyn nació en Northampton donde desde temprana edad mostró su interés por la música y comenzó a aprender el flautín. A los quince años ingresó a la Royal Academy of Music en Londres donde estudió flauta y composición musical. Flautista, fue durante algún tiempo solista de la Orquesta Sinfónica de Londres. Trabajó además como profesor de composición desde 1926 a 1955.
William Alwyn posee un amplio rango de talentos: es un reconocido políglota, poeta y artista, así como músico.
Su producción musical ha sido variada, incluyendo cinco sinfonías, cuatro óperas, varios conciertos y cuartetos de cuerdas. También ha compuesto más de 70 bandas de sonido para películas, desde 1941 a 1962, incluyendo títulos como Odd Man Out, Desert Victory, Fires Were Started, The History of Mr Polly, El ídolo caído, The Black Tent, Crimson Pirate y Los hijos del capitán Grant. Algunas de sus partituras se han perdido, pero en años recientes se han grabado CD, con reconstrucciones efectuadas por Philip Lane a partir de las bandas sonoras.
Alwyn puede ser considerado un compositor romántico tardío, con un estilo que no se aleja -por ejemplo- del de William Walton.
Le fascinaba la disonancia, y estructuró su alternativa propia al serialismo dodecafónico, explicada en las notas del programa de su Tercera Sinfonía (1956): «las doce notas usadas en una forma diferente, de manera tonal. Ocho notas de las doce posibles son usadas en el primer movimiento, con las restantes cuatro (Re,Mi,Fa y Fa#) en el segundo movimiento, y las doce combinadas en el final.(...) Todos esto suena muy complicado, pero no creo que tengan dificultades para escucharlo.»
El concierto para arpa y orquesta de cuerdas Lyra Angelica fue utilizado por la deportista Michelle Kwan en su presentación durante las Olimpiadas de Invierno de 1998.
Recibió la Orden del Imperio Británico.

## Principales obras
- The Fairy Fiddler, ópera (1922)
- Concierto para piano n.º 1 (1930)
- Tragic interlude para 2 cornos, timbales y orquesta de cuerdas. (1936)
- Concierto para violín. (1938)
- Pastoral fantasia para viola y orquesta de cuerdas. (1939)
- Concerto grosso n.º 1 en SIb mayor (1943)
- Concierto para oboe, arpa y cuerdas (1945)
- Sinfonía n.º 1 (1949)
- "Conversations" para violín , clarinete y piano.
- The Magic Island, preludio sinfónico (1952)
- Sinfonía n.º 2 (1953)
- Autumn legend para corno inglés y orquesta (1954)
- Lyra angelica, concierto para arpa y orquesta de cuerdas (1954)
- Farewell Companions, radio ápera (1955)
- Sinfonía n.º 3 (1956)
- Elizabethan Dances (1957)
- Sinfonía n.º 4 (1959)
- Derby Day, obertura (1960)
- Concierto para piano n.º 2 (1960)
- Concerto grosso n.º 3 (1964)
- Sinfonietta para cuerdas (1970)
- Juan, or The Libertine, ópera (1971)
- Sinfonía n.º 5 'Hydriotaphia' (1973)
- Miss Julie, ópera (1977)